# FGF17
FGF17‏ (Fibroblast growth factor 17) هوَ بروتين يُشَفر بواسطة جين FGF17 في الإنسان.